# Inundaciones de La Paz de 2002

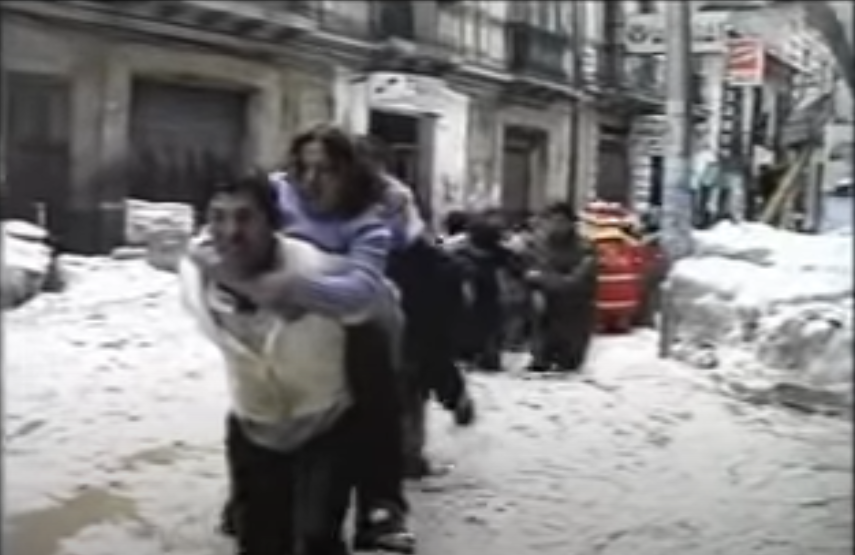
Personas cargando heridos en calle Honda, La Paz Bolivia 2002 Inundaciones

Inundaciones de La Paz de 2002, hace referencia a una serie de eventos ocurridos tras una fuerte granizada en la ciudad de  La Paz el 19 de febrero de 2002. Las inundaciones repentinas causaron al menos 69 muertes y 150 personas recibieron tratamiento en los hospitales de la ciudad. Fue una de las inundaciones más terribles de la década en la ciudad. El gobierno financió la reparación de pérdidas económicas.

## Cronología de eventos
1. A las 14:20 del 19 de febrero de 2002 empezó la lluvia.
2. Inmediatamente una altura de 10 km de masa nubosa provocó un gran granizo
3. La granizada duró una hora y media
4. A las 15:30 se registraron múltiples inundaciones poniendo en riesgo la vida de muchas personas
5. La granizada terminó a las 16:45 p. m.
6. Se convocó a los cuerpos de emergencia y de bomberos para que atiendan las zonas afectadas.
7. Grupos voluntarios colaboraron en la situación de emergencia.
8. Hubo cortes de luz que agravaron la situación de la fase de emergencia.
9. Hasta las 8 de la noche se registraron 130 heridos y 50 desaparecidos.
10. El reporte final fue de 69 personas fallecidas.

## Antecedentes
La ciudad de La Paz presenta una topografía muy compleja ya que se halla en la cabecera del Valle de la Paz y se emplaza en diferentes áreas con fuertes pendientes. Uno de los factores que provocó las inundaciones de vías fue el desborde del río Choqueyapu en diferentes puntos, entre ellos puentes vehiculares y peatonales, las olas del río alcanzaron alturas que sobrepasaron las dimensiones de los muros de la canalización.
La estructura que tiene la ciudad se caracteriza por fuertes pendientes y un sustrato geológico que alterna capas permeables e impermeables, favoreció la amplificación del accidente.
Tras el incidente se identificó la alta vulnerabilidad de la ciudad frente a diferentes eventos naturales.

## Consecuencias
Muchos voluntarios comenzaron a unirse a los bomberos y los esfuerzos de la policía para aliviar las consecuencias resultantes del granizo extremo que había recibido la ciudad. La calle Honda se vio afectada considerablemente porque el sistema de alcantarillado en ese momento colapsó. Como resultado, toda la calle  se instaló un nuevo sistema de alcantarillado. Además, la calle fue nivelada para evitar la saturación en próximas lluvias.
Muchas tiendas y vendedores ambulantes perdieron sus productos. Estimaciones oficiales señalan que ese día se perdieron cerca de 60 millones de dólares. Juan del Granado, alcalde de La Paz, afirmó que los esfuerzos de socorro se extenderían durante al menos 10 días con 2000 trabajadores desplegados para ayudar a las muchas áreas afectadas por la inundación.
Como resultado de la inundación, 200 familias tuvieron que abandonar sus casas. Por dura que fuera, la inundación no afectó a toda la ciudad. El centro y el lado sur de la ciudad fueron los más afectados, junto con algunas áreas del noreste de la ciudad.[5]
Los mercados callejeros, como Uyustus y Max Paredes, se vieron gravemente afectados por la inundación.